# Protodrilida
Protodrilida é uma ordem de poliquetas pertencente à classe Poliqueta.
Famílias:
- Protodrilidae Czerniavsky, 1881
- Protodriloididae Purschke & Jouin, 1988